# Sylvie Fanchon
Sylvie Fanchon est  une artiste peintre née le 10 octobre 1953 à Nairobi (alors colonie et protectorat britannique du Kenya) et morte le 14 avril 2023 à Paris

## Biographie
Diplômée en 1980 de l'école nationale supérieure des Beaux-Arts de Paris, elle présente dès 1987 une première exposition personnelle, à la Galerie Françoise Palluel : ses œuvres se caractérisent alors par des figures géométriques évoquant les œuvres de Malevitch et Mondrian.
Sylvie Fanchon est également connue pour ses « Looney Tunes » et ses tableaux à texte, tournant notamment en dérision les injonctions médicales face à la maladie : « Gardez le moral », « Faites des projets », « Ne vous laissez pas abattre », lit-on sur plusieurs de ses toiles bicolores.
De 2001 à 2019, Sylvie Fanchon a été cheffe d'atelier aux Beaux-Arts de Paris aux côtés de Bernard Piffaretti et Dominique Figarella. Elle est ainsi l'une des premières femmes à diriger un atelier aux Beaux-Arts de Paris.
Une cinquantaine de ses œuvres se trouvent aujourd'hui dans les collections publiques, dont celles du Centre national des arts plastiques, du Musée d'art contemporain du Val-de-Marne, du Centre Pompidou, du Musée d'Art Moderne de Paris, ou encore de plusieurs fonds régionaux d’art contemporain.
Elle meurt des suites de maladie, à 69 ans.

## Collections publiques
Le travail de Sylvie Fanchon figure, entre autres, dans les collections suivantes :
- Musée national d'Art moderne, Centre Pompidou[10]
- FRAC Alsace[11]
- FRAC Basse-Normandie[11]
- FRAC Bretagne[11]
- FRAC Corse[11]
- FRAC Franche-Comté[11]
- FRAC Provence Alpes Côte d’Azur[11]
- Le Plateau / FRAC Île-de-France[11]
- Musée d'art contemporain du Val-de-Marne (MAC/VAL)[12]
- Musée des beaux-arts de Dole

## Principales expositions personnelles[13]
- 2000 - Villa Steinbach, musée des beaux-arts, Mulhouse
- 2001 - Frac Basse-Normandie, Caen
- 2003 - Peintures, Abbaye Saint-André, Centre d'art contemporain de Meymac
- 2006 - Galerie de l'École supérieure des beaux-arts, Tours
- 2007 - Ronds-points, musée de Picardie, Amiens
- 2012 - Centre régional d'art contemporain, Sète[14],[15]
- 2013 - Musée des Beaux-Arts, Dole
- 2015 - Centre régional d'art contemporain, Sète[16]